# Nível de energia

Níveis de Energia.

Em mecânica quântica, nível de energia ou nível energético é um estado quântico (de um elétron, átomo ou molécula, por exemplo) cuja energia está bem definida ao longo do tempo. Desse modo, os níveis energéticos são as funções próprias do operador hamiltoniano, e suas energias respectivas são seus valores.
As diferentes espectroscopias estudam as transições entre os diferentes níveis de energia. A espectroscopia infravermelha, por exemplo, estuda transições entre os níveis energéticos da vibração molecular, a espectroscopia ultravioleta e visível estuda as transições eletrônicas e a  espectroscopia Mössbauer se ocupa das transições nucleares.
Na química e na física atômica, uma camada eletrônica, ou um nível de energia principal, pode ser pensado como uma órbita de elétrons girando ao redor do núcleo do átomo. A camada mais próxima do núcleo é chamada de "camada 1" (também chamada de "camada K"), seguida da" camada 2" (ou "camada L"), depois a "camada 3" (ou "camada M"), e assim por diante, conforme se afasta do núcleo. As camadas correspondem aos números quânticos principais (n = 1,2,3,4...) ou são nomeadas na ordem alfabética com letras usadas na rotação de raio-x (K, L, M,...).
Se a energia potencial é considerada zero a uma distância infinita do núcleo do átomo ou da molécula, convenção usual, então os respectivos estados eletrônicos possuem energia potencial negativa.
Se um átomo, íon ou molécula está no menor estado possível de energia, ele e seus elétrons são ditos no estado fundamental. Se ele está em um nível mais alto de energia, é dito excitado, ou quaisquer elétrons que possuem energia maior do que o estado fundamental estão excitados. Se mais de um estado mecânico quântico  está com a mesma energia, os níveis de energia estão "degenerados". Eles são então chamados de níveis de energia degenerados.

## Explicação
Estados quantizados de energia resultam de uma relação entre a energia de uma partícula e o seu comprimento de onda. Para uma partícula confinada, como um elétron em um átomo, a função de onda tem a forma de ondas estacionárias. Apenas estados estacionários com energia correspondente a um número inteiro de comprimentos de onda podem existir; para outros estados as ondas interferem destrutivamente, resultando em probabilidade de densidade igual a zero. Exemplos elementares que mostram matematicamente como níveis de energia acontecem são a partícula em uma caixa e o oscilador harmônico quântico. O elétron é uma partícula subatômica fundamental que carrega uma carga elétrica negativa.

## História
A primeira evidência da quantização em átomos foi a observação de linhas espectrais  na luz vinda do sol em cerca de 1 800 por Joseph von Fraunhofer e William Hyde Wollaston. A noção de níveis de energia foi proposta em 1913 pelo físico dinamarquês Niels Bohr na Teoria de Bohr para o átomo. A teoria da mecânica quântica moderna, dando a explicação desses níveis de energia em termos da equação de Schrödinger, foi desenvolvida por Erwin Schrödinger e Werner Heisenberg em 1926.

## Transição de níveis de energia

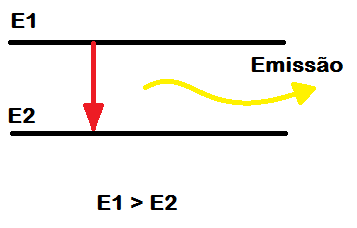
Ocorre emissão de fóton quando o elétron vai de um nível mais energético para um menos energético

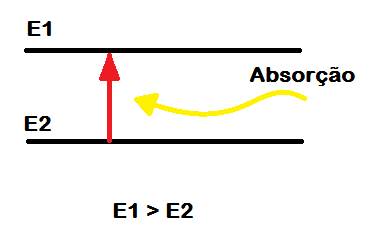
Ocorre absorção de fóton quando o elétron vai de um nível menos energético para um mais energético

Elétrons em átomos e moléculas podem trocar (fazer transição) de níveis de energia ao emitirem ou absorverem um fóton, ou radiação eletromagnética, tal energia deve ser exatamente igual à diferença energética entre os dois níveis. Elétrons podem também ser completamente removidos de uma espécie química, como um átomo, molécula, ou íon. A remoção completa de um elétron de um átomo pode ser uma forma de ionização, que é efetivamente mover o elétron para um orbital com um número quântico principal infinito, tão longe de forma a praticamente não ter efeito algum sobre o átomo remanescente (íon). Para vários tipos de átomos, existem a 1ª, 2ª, 3ª energia de ionização e assim por diante, que podem ser fornecidas ao átomo em estado fundamental para remover elétrons do menor ao maior nível de energia. Energia em quantidades opostas também pode ser liberada, muitas vezes em forma de energia fotoelétrica, quando elétrons entram em contato com ións positivamente carregados (ou átomos). Moléculas também podem passar por transições em seus níveis de energia vibracionais e rotacionais. A transição de nível de energia também pode ser não-radioativa, significando que não ocorre a emissão ou absorção de um fóton.
Se um átomo, íon ou molécula está no menor nível de energia possível, ele e seus elétrons são ditos em estado fundamental. Se estão no maior nível de energia, são ditos excitados, ou qualquer elétron possui uma energia maior que o estado fundamental está excitado. Tal espécie pode ser excitada a um nível de energia maior ao absorver um fóton cuja energia é igual a diferença de energia entre dois níveis. Por outro lado, uma espécie pode ir para um nível de energia inferior ao emitir espontaneamente um fóton com energia igual a diferença energética. A energia de um fóton é igual à constante de Planck (h) vezes a sua frequência (f) e, portanto, é diretamente proporcional à sua frequência, ou inversamente proporcional ao seu comprimento de onda (λ).
{\displaystyle \Delta \mathrm {E} =hf=hc/\lambda }
onde c, velocidade da luz, é igual a {\displaystyle f\lambda }.